# 小皇山墓群
小皇山墓群，位于山东省临沂市河东区九曲镇指挥庄村，是中华人民共和国山东省文物保护单位之一。
2006年12月7日，授予山东省文物保护单位，是一座古墓葬。